# Jacques Laurent
Jacques Laurent (Parigi, 5 gennaio 1919 – Parigi, 29 dicembre 2000) è stato uno scrittore e sceneggiatore francese.

## Biografia
Con lo pseudonimo Cécil Saint-Laurent ha pubblicato una serie di libri tra l'avventuroso e il piccante, la cui protagonista, Caroline, è divenuta famosa: Caroline chérie (1948), Un capriccio di Caroline (Un caprice de Caroline, 1952) ecc. Con lo pseudonimo di Albéric Varenne ha invece pubblicato vari saggi e con il proprio nome (Jacques Laurent) romanzi di maggior valore letterario: I corpi tranquilli (Les corps tranquilles, 1948), Le sciocchezze (Les betises, 1971). Con quest'ultimo titolo ottenne il premio Goncourt). Ha inoltre usato gli pseudonimi: Dupont de Ména, Roland de Jarnèze, Roland de Jarneze, Alain de Sudy, Gilles Bargy, Laurent Labattu, J.C Laurent.
Considerato un autore "di destra" soprattutto per formazione culturale e per concezione dei rapporti fra vita e letteratura, fra i suoi autori di riferimento vi sono Barrès, Brasillach e Drieu La Rochelle. Ha militato, nel dopoguerra, fra gli "ussari" della letteratura, Déon e Nimier, contro l'engagement alla Malraux, alla Camus o alla Sartre e per un ritorno al neo-classicismo che includeva Morand e Montherlant. Il 26 giugno 1986 succedette a Fernand Braudel nel seggio 35 dell'Académie française.

## Premi letterari
- 1953 - Prix du Quai des Orfèvres
- 1971 - Premio Goncourt
- 1981 - Gran premio di letteratura dell'Accademia francese[2]
- 1983 - Prix littéraire Prince-Pierre-de-Monaco

## Opere principali
- Clotilde, Milano, Mondadori, 1960.
- Le cose che ho visto nel Vietnam : mi hanno fatto dubitare dell'intelligenza occidentale, Milano, Edizioni del Borghese, 1968.
- Caroline Cherie : L'adorabile Carolina, Milano, Garzanti, 1972.
- Le sciocchezze, Milano, Rusconi, 1972.
- Tre amanti a Venezia, Milano, Rusconi, 1981.

## Filmografia parziale

### Sceneggiatore
- Un capriccio di Caroline chérie, regia di Jean Devaivre (1953)
- Lucrezia Borgia, regia di Christian-Jaque (1953)
- La figlia di Mata Hari, regia di Renzo Merusi, Carmine Gallone (1954)
- Il figlio di Caroline Cherie, regia di Jean Devaivre (1955)
- Sofia e il delitto (Sophie et le crime), regia di Pierre Gaspard-Huit (1955)
- Storie d'amore proibite (il cavaliere e la zarina), regia di Jacqueline Audry (1959)
- L'uomo dalla maschera di ferro, regia di Henri Decoin (1962)
- Les femmes, regia di Jean Aurel (1969)

### Soggetto
- Frou-Frou, regia di Augusto Genina (1955)
- Lola Montès, regia di Max Ophüls (1955)

### Regia e sceneggiatore
- Le calde amicizie (Quarante-huit heures d'amour) (1969)